# Станоје Бингулац
Станоје Бингулац (Милано, 24. јануар 1934 – Београд, 7. октобар 2019) био је српски инжењер и професор електротехнике. Изградио је светску каријеру истраживача и предавача у овој области. Син је Петра Бингулца и Анђелије Бунушевац-Бингулац.

## Биографија

### Школовање
Станоје Бингулац је основне студије Електротехнике завршио на Електротехничком факултету у Београду 1958. године, а доктор електротехничких наука постаје 1964. године бранећи докторску тезу: Синтеза једне класе више-параметарских адаптивних система користећи методе анализе осетљивости.

### Каријера
1958-1973. радиo je као истраживач на Институту "Борис Кидрич" у Београду, који се данас зове Институт за нуклеарне науке Винча. У овом периоду предавао је и програмирање на Електротехничком факултету програмски језик Фортран. Био је један од оснивача Рачунарског центра Електротехничког факултета.
1965. године је освојио ЕТАН награду за најбољи рад у области аутоматике;
1966-1973. радио је као професор на Електротехничком факултету у Београду;
1973-1975. радио је као професор на Универзитету у Бразилији; 
1975-1978. радио је као професор Универзитета Кампинас;
1978-1980. радио је као истраживач на Институту "Михајло Пупин" у Београду;
1980-1984. радио је као професор на Београдском универзитету;
1984-1992. радио је као професор на Политехничком Институту Вирџинија у Блексбургу;
Од 1992. до пензионисања био је професор на Универзитету у Кувајту.
Станоје Бингулац је наведен као истакнути инжењер електротехнике u Маркијевом: Ко је ко

### Чланство у међународним и другим удружењима
- Станоје Бингулац је био члан Института инжењера електротехнике и електронике и у два наврата председавајући секретар (1962-1964) и (1986—1987).[тражи се извор][4]
- Такође је био члан почасног непрофитног удружења научника и Sigma Xi  у које се улази само по позиву на основу резултата и ангажовања у струци.[тражи се извор][1]
- Такође је био члан Eta Kappa Nu, међународног почасног друштва Института инжењера електротехнике и електронике, чије се чланство остварује, такође, само по позиву.[тражи се извор][1]

Заједно са супругом Светланом Бингулац је био члан оснивач Удружења Адлигат у којем је оформљен Легат Петра Бингулца, његовог оца, истакнутог дипломате и професора музике.

## Књиге и научни радови
1. Моделирање функција осетљивости код дисконтинуалних система кад је тачка наступања дисконтинуитета променљиви параметар (Београд - Винча, 1965);
2. Примена аналогних рачунских машина у решавању диференцијалних једначина са променљивим коефицијентима у којима фигуришу виши извори јединичне функције (Београд - Винча, 1965);
3. Програмирање и примена дигиталне рачунске машине ИБМ 1130 - коауторство: Јозо Дујмовић (Београд, 1968);
4. О извођењу и решавању Рикатијеве матричне алгебарске једначине - коауторство: Милић Р. Стојић (Скопље, 1973);
5. Анализа рада реакторског канала са кључајућим расхлађивачем аналогном рачунском техником - коауторство: Слободан Зарић (Београд - Винча, 1965);[7]
6. L-A-S (Linear Algebra and Systems) (Urbana, Illinois, 1975)[8]
7. Discretization and continualization of MIMO systems (Yugoslav Journal of Operations Research, 1994)[9] и многи други.

Књига L-A-S (Linear Algebra and Systems) се користила на 11 универзитета у Сједињеним Америчким Државама, као и у Белгији, Шпанији, Јапану, Новом Мексику, Русији, Бразилу, Уједињеним Арапским Емиратима. 